# Белите не могат да скачат
„Белите не могат да скачат“ (на английски: White Men Can't Jump) е американски филм на режисьора Рон Шелтън, излязъл през 1992 г. Във филма участват Уесли Снайпс и Уди Харелсън.

## Сюжет
Внимание:  Текстът по-долу разкрива сюжета на произведението (или части от него)!
Това е една комедия за двама баскетболни маниаци – чернокож и бял. На игрището Били и Сидни разбиват представата, че белите не могат да играят баскетбол толкова добре колкото черните. Всичко е прекрасно, но има няколко малки подробности, които усложняват нещата... Били е задлъжнял с голяма сума пари и е преследван от гангстери, а и двамата със Сидни си имат своите разногласия...

## Награди
Филмът е номиниран за две филмови награди на MTV:
- Категория „Най-добър екранен тандем“ – Уесли Снайпс и Уди Харелсън
- Категория „Най-добра екранна целувка“ – Уесли Снайпс и Уди Харелсън